# Hammercult
Hammercult ist eine israelische Death- und Thrash-Metal-Band aus Tel Aviv, die im Jahr 2010 gegründet wurde. Die Band gewann 2011 den Metal Battle auf dem Wacken Open Air und unterschrieb im selben Jahr bei Sonic Attack Records.

## Geschichte
Die Band wurde im Dezember 2010 von Yakir Shochat (Gesang), Maayan Henik (Schlagzeug) sowie Elad Manor (E-Bass) und Arie Aranovich (E-Gitarre), beide zu dem Zeitpunkt auch Mitglieder der Band The Fading, gegründet und hatten ihren ersten Auftritt am 25. Dezember 2010 in Be’er Scheva, Israel. 2011 kam der Gitarrist Guy Ben David von der Band Demented Sanity hinzu. Sie veröffentlichten 2011 ihre erste Single Black Horseman, die frei im Internet verfügbar gemacht wurde.
Im April 2011 nahm die Band an den Metal Battle-Konzerten der Wacken Foundation in Israel teil und konnten sich gegenüber den anderen Teilnehmern durchsetzen. Damit gewannen sie die Teilnahme am Metal Battle beim Wacken Open Air 2011. Kurz vor der Teilnahme dort veröffentlichten sie ihre EP Rise of the Hammer. Beim Wacken Open Air gewannen sie gegen die internationale Konkurrenz und wurden dafür mit neuen Instrumenten ausgestattet.
Bereits wenige Tage vor dem Wacken Open Air wurde bekannt, dass die Band bei dem deutschen Label Sonic Attack Records gezeichnet hat und im November gingen sie auf eine Europa-Tournee als Vor-Band der Dirty Rotten Imbeciles (D.R.I.). Im April 2012 veröffentlichten sie ihr Debüt-Album Anthems of the Damned bei Sonic Attack Records. Produziert wurde das Album von Arie Aranovich und abgemischt von Jacob Bredahl, dem früheren Sänger der Band Hatesphere. Mit der Veröffentlichung des Albums verließ Guy Ben David die Band und wurde ersetzt durch den Gitarristen Yotam Nagor. Laut Shochat sind die auf dem Album verwendeten Klänge von Shalom Alechem und Weihnachtsliedern ein Tribut an Accept, deren Titel Fast As A Shark ebenfalls ein Volkslied enthält. Das Album wurde in der Metalszene gut aufgenommen, im Review des Metal Hammer erhielt es 5 von 7 möglichen Punkten und wurde als „eigenständiges und hörenswertes Debüt“ bezeichnet, und die „aggressiven und schnellen Songs schlagen die Brücke zwischen modernen Thrash-Rhythmen und melodisch-buntem Todesriffs“.
Mit dem Album und als Gewinner des Vorjahres trat Hammercult 2012 erneut beim Wacken Open Air auf. Zudem gingen sie 2012 mit Sepultura auf Europatournee.
2014 wurde die Band durch Alex von Alpha Tiger auf ihrer Tour mit Napalm Death, einigen Festivalshows und einer zweiwöchigen Headlinertour begleitet.

## Bandmitglieder
- Yakir Shochat – Gesang (seit 2010)

Aktuelle Touring-Mitglieder
- Marcus „Rooky“ Forstbauer – Gitarren (seit 2016)
- Vincent Laboor – Gitarren (2016 – heute)
- Fulvio Calderone – Bass (2016 – heute)
- Linus Haering – Schlagzeug (seit 2017)

Frühere Mitglieder
- Elad Manor – Bass (2010–2015)
- Arie Aranovich – Gitarren (2010–2013)
- Maayan Henik – Schlagzeug (2010–2016)
- Guy Ben-David – Gitarren (2011–2012, 2013–2016)
- Yotam Nagor – Gitarren (2012)
- Guy Goldenberg – Gitarren (2013)
- Yuval Kramer – Gitarren (2015–2016, Tourmitglied 2013–2015)

Ehemalige Tourmitglieder
- Alexander Backasch – Gitarren (2014, 2016)
- Björn Sypitzki – Bass (2016)
- Ariel „Conan“ Ron – Gitarren (2016)
- Jan Türk – Schlagzeug (2016)
- Olli Kunze – Schlagzeug (2017)

## Diskografie
- 2011: Rise of the Hammer (EP, Eigenveröffentlichung)
- 2012: Anthems of the Damned (Album, Sonic Attack Records)
- 2014: Steelcrusher (Album, Sonic Attack Records)
- 2015: Built for War (Album, Steamhammer/SPV)
- 2016: Legends Never Die (EP, Steamhammer)